# Fatih Şen
Fatih Şen (* 9. Januar 1984 in Istanbul) ist ein türkischer Fußballspieler.

## Karriere
Şen kam im Istanbuler Stadtteil Beykoz auf die Welr und begann hier in der Jugendmannschaft von Paşabahçe SK mit dem Vereinsfußball. 2001 wechselte er als Amateurspieler zu Yozgatspor und spielte hier zwei Spielzeiten lang für die Reservemannschaft.
2003 wechselte er mit einem Profivertrag ausgestattet zum Viertligisten Gaskispor. Hier wurde er schnell Teil der 1. Mannschaft. In der Stadt Gaziantep existieren mit Gaskispor, Gaziantepspor und Gaziantep Büyükşehir Belediyespor drei Profiteams in drei verschiedenen Ligen. Diese Mannschaften sind sich gegenseitig wohlwollend gesinnt und verkaufen bzw. verleihen Spieler je nach Bedarf. So wurde auch Şen nach einer Spielzeit für Gaskispor an den Zweitligisten Gaziantep BB verliehen. Zum Saisonende feierte er mit dieser Mannschaft die  Meisterschaft der TFF 2. Lig und damit den Aufstieg in die TFF 1. Lig. Bereits eine Saison später wechselte er samt Ablöse zu diesem Verein. Im Sommer 2006 wechselte er dann zum Erstligisten Gaziantepspor. Hier spielte er eineinhalb Jahre und wurde dann für die Rückrunde der Spielzeit 2007/08 an den Zweitligisten Kartalspor ausgeliehen. Zur neuen Saison wurde er dann als Leihspieler an Gaziantep BB abgegeben.
Im Sommer 2009 verließ er die Stadt Gaziantep und heuerte bei Orduspor an. Hier spielte er die Hinrunde und wechselte zur Rückrunde zum Ligakonkurrenten Giresunspor.
Zur Rückrunde der Saison 2011/12 wurde sein Wechsel zum westtürkischten Zweitligisten Karşıyaka SK bekanntgegeben. Nach eineinhalbjähriger Tätigkeit für Karşıyaka wechselte er zur Rückrunde 2012/13 zum Ligakonkurrenten Samsunspor. Bereits zum Saisonende wechselte von Samsunspor zum Zweitligisten Boluspor. Im Frühjahr 2014 verließ er Boluspor wieder. Wenige Tage nach diesem Abschied wurde sein Wechsel zu Adanaspor bekanntgegeben.
Im Februar 2015 verließ er Adanaspor und wechselte zum Stadt- und Ligarivalen Adana Demirspor. Zum Saisonende verließ er diesen Klub dann Richtung Istanbuler Drittligist Pendikspor.

## Erfolge
Mit Gaziantep Büyükşehir Belediyespor
- Meister der TFF 2. Lig und  Aufstieg in die TFF 1. Lig: 2004/05